# Valentina Panici
Valentina Maria Panici (n. Bardac, n. 7 iunie 1988, Petroșani, Hunedoara, România) este o handbalistă română care joacă pe posturile de centru și extremă stânga pentru clubul CS Măgura Cisnădie.

## Biografie
Valentina Panici a început să joace handbal la Clubul Sportiv Școlar Petroșani, cu profesoara Edith Mileti. După ce a terminat perioada de juniorat, Panici a fost transferată de echipa CSM Cetate Deva, unde a jucat până în 2013. În vara acelui an a semnat un contract cu HC Zalău, pe care l-a prelungit în 2016. De aemenea, Panici a fost și căpitanul echipei. În vara anului 2019, handbalista s-a transferat la CS Măgura Cisnădie.

## Palmares
- Liga Europeană:
  - Grupe: 2022
  - Turul 3: 2023

- Cupa EHF 
  - Sfert-finalistă: 2018
  - Grupe: 2020
  - Turul 3: 2014
  - Turul 2: 2019

- Liga Națională
  -  Locul 3: 2017

- Cupa României:
  -  Medalie de bronz: 2019

## Premii individuale
- Cea mai bună handbalistă din Sălaj: 2016[10]